# NGC 4346
NGC 4346 is een lensvormig sterrenstelsel in het sterrenbeeld Jachthonden. Het hemelobject werd op 1 april 1788 ontdekt door de Duits-Britse astronoom William Herschel.

## Synoniemen
- UGC 7463
- MCG 8-23-16
- ZWG 244.9
- PGC 40228